# Душан Јанковић (сликар)
Душан Јанковић (Ниш, 27. септембар 1894 — Београд, 8. јул 1950) био је српски сликар, илустратор, графичар, керамичар, графички дизајнер и дизејнер ентеријера.

## Биографија
Душан Јанковић је студирао архитектуру у Београду. Због избијања Првог светског рата прекида студије архитектуре, и прикључивши се 1915. године српској војсци, прелази Албанију и доспева у Француску. У Паризу уписује приватну школу за архитектуру Аркеј (Arcueil, 1917-1918), и потом, као државни питомац, студира на сликарском одсеку Националне школе декоративних уметности (École Nationale Supérieure des arts Décoratifs) од 1918-1921.
У Паризу је живео од 1916. до 1935. где је радио и као уметнички директор издавачке куће Le monde moderne. Постао је сарадник мануфактуре за израду порцелана и уметничке керамике у Севру (Manufacture nationale de porcelaine de Sèvres) и фабрике порцелана „Блош и синови“ (Bloch et Fils). Између осталог, пројектује вилу у Сен Клуу крај Париза, као и целокупну унутрашњу декорацију и намештај. Према Јанковићевом нацрту реализован је ентеријер једне сале Мулен Ружа. Паралелно са овом продукцијом, настају цртежи и графички листови у техници дрвореза, бакрописа и литографије, у којима преовлађују представе града и представе природе.
Од 1936. водио је графичко одељење Државне штампарије у Београду. Био је технички директор издавачког предузећа „Ново покољење“. После Другог светског рата опремао је прве бројеве часописа Југославија. Предавао је предмете Примењена графика и Декоративно писмо на Академији примењених уметности у Беораду од 1948. до 1950.
Осим цртежом и графиком, Душан Јанковић се бавио графичким обликовањем различитих врста публикација, међу којима се издваја опрема и илустрација књига, обликовао је плакате, пројектовао је ентеријере и намештај, креирао одевне предмете, сценске костиме и нацрте за тканине, израђивао нацрте за порцелан и керамику.
На Међународној изложби модерних декоративних и индустријских уметности одржаној 1925. у Паризу, излагао је и у нашој и у француској селекцији, и био потпредседник међународног жирија за област керамике.
Одликован је Орденом Светог Саве V реда.

## Самосталне изложбе
- Ниш (1921);
- Београд (1922).

###### Ретроспективне изложбе
- Београд (1965);
- Ниш (1966).

## Групне изложбе
- Париз;
- Варшава;
- Београд;
- САД;
- Данска;
- Чешка.

## Уметничко дело
Јанковићеве слике из периода боравка у Паризу показују утицај експресионизма са кубистичким схватањем форме. Са финим осећајем за меру уносио је елементе из националне графичке и калиграфске баштине. На тај начин у збрци владајућих стилова – француски класицизам, сецесија, баухаусовски конструктивизам, експресионизам, неокласицизам – он гради сопствени аутентични израз, препознатљив у београдској примењеној графици. Јанковић је промовисао националну уметност али је, у исто време, уносио авангардне трендове у нашу уметност, са циљем да је укључи у светске токове.

По речима Стјепана Филекија, Јанковић је "једини код нас који је истински познавао слово", познавао је подједнако добро његову морфологију у калиграфским и типографским облицима:

"Врстан зналац и још бољи мајстор у извођењу веома различитих по пореклу ћириличних, латиничних и готских писама, он узорно утиче на развој и интересовање за ову врсту графичког изражавања. Слова су му, када то хоће, беспрекорна у стилу, али врло често то су слободно обликоване форме нетрадиционалног облика у погледу стила са зналачким импликацијама историјских стилова. То су нове измишљене форме које често немају логику класичних образаца – не проистичу из логике инструмената за писање. Сва његова писма имају декоративну снагу, перфектну извођачку чистоту и елеганцију и остају као трајна вредност наше калиграфске и типографске баштине".
Поред Музеја савремене уметности, у коме се налазе 33 дела Душана Јанковића, његови радови се налазе у збиркама Музеја примењене уметности, Народног музеја у Београду, Музеја града Београда, као и у приватним колекцијама.